# Ulrich Kohls
Ulrich Kohls (* 1936 in Berlin) ist ein deutscher Fotograf

## Leben und Werk
Der Vater Kohls war Hobby-Fotograf, und Ulrich kam ihm nach und war in der Oberschule Mitglied eines Fotozirkels. 1954 machte er das Abitur. Danach war er bis 1956 in Berlin Redaktionsvolontär im Verlag Die Wirtschaft. Von 1956 bis 1958 studierte er in Leipzig an der Karl-Marx-Universität Journalistik. Danach war er ab 1958 Bildreporter für die Bereiche Wirtschaft, Landwirtschaft, Kultur und Politik bei der DDR-Nachrichtenagentur ADN-Zentralbild, darunter drei Jahre lang für die Berichterstattung über den Staatsrat der DDR. Dabei unternahm er Dienstreisen in mehr als 20 Staaten. Ab Dezember 1967 war Kohls ständiger Auslandskorrespondent des ADN für den arabischen Raum mit Sitz in Kairo.
Er nahm an einer großen Zahl von nationalen und internationalen Fotoausstellungen teil und erhielt Medaillen u. a. auf der Berliner Internationalen Fotoausstellung bifota, der Pressefotoschau der DDR und der Interpress-Foto Moskau 1966.
Kohls war u. a. Mitglied der SED und bis 1990 des Verbands der Journalisten der DDR und dort von 1964 bis 1968 der Leitung der Sektion Bildjournalisten. Er gehörte bis zu deren Auflösung 1969 der Fotografengruppe Signum an.
Fotografisches Material Kohls befindet sich u. a. im Bundesarchiv.